# Paso Khau Phạ
El paso de Khau Phạ (đèo Khau Phạ) es un paso de montaña en el distrito de Mù Căng Chải, provincia de Yên Bái, Vietnam. La zona es conocida por sus arrozales en terrazas.

## Etimología
En la lengua del pueblo Thái (una minoría étnica en Vietnam), "Khau Phạ" significa "cuerno del cielo" (vietnamita: "sừng trời") ya que la parte superior del desfiladero, envuelta en una densa niebla, parece surgir de un mar de nubes.

## Geografía
El Paso Khau Phạ, que se encuentra entre el Distrito Văn Chấn y el Distrito Mù Căng Chải, es el paso más accidentado y largo de la Carretera Nacional 32 con una longitud de 30 kilómetros (19 millas). A partir de la ciudad de Yên Bái, los visitantes deben subir unas cinco horas antes de llegar al paso que los rodea extendiendo interminablemente las montañas. A lo largo de Khau Phạ se encuentran los arrozales en terrazas cultivados por las minorías étnicas H'Mông y Thái y los bosques vírgenes que albergan algunas especies raras como Parashorea chinensis. Un río subterráneo fluye debajo del paso.
A lo largo del Paso Khau Phạ hay docenas de curvas y el paso es especialmente peligroso para conducir en días de niebla ya que no hay barrera ni señales de advertencia. El paso se ha deteriorado mucho debido a la falta de mantenimiento regular, y la tierra se erosiona fácilmente ya que el paso está situado sobre una base de suelo de basalto rojo débil. Además de eso, existe el peligro constante de piedras que caen de las montañas.

## Clima
Situado a una altitud de más de 1.200 metros sobre el nivel del mar, Khau Phạ tiene un clima templado durante todo el año, como el de Da Lat. En el invierno, puede haber temperaturas bajo cero grados, cuando la nieve cubre el paso.